# Конвекція

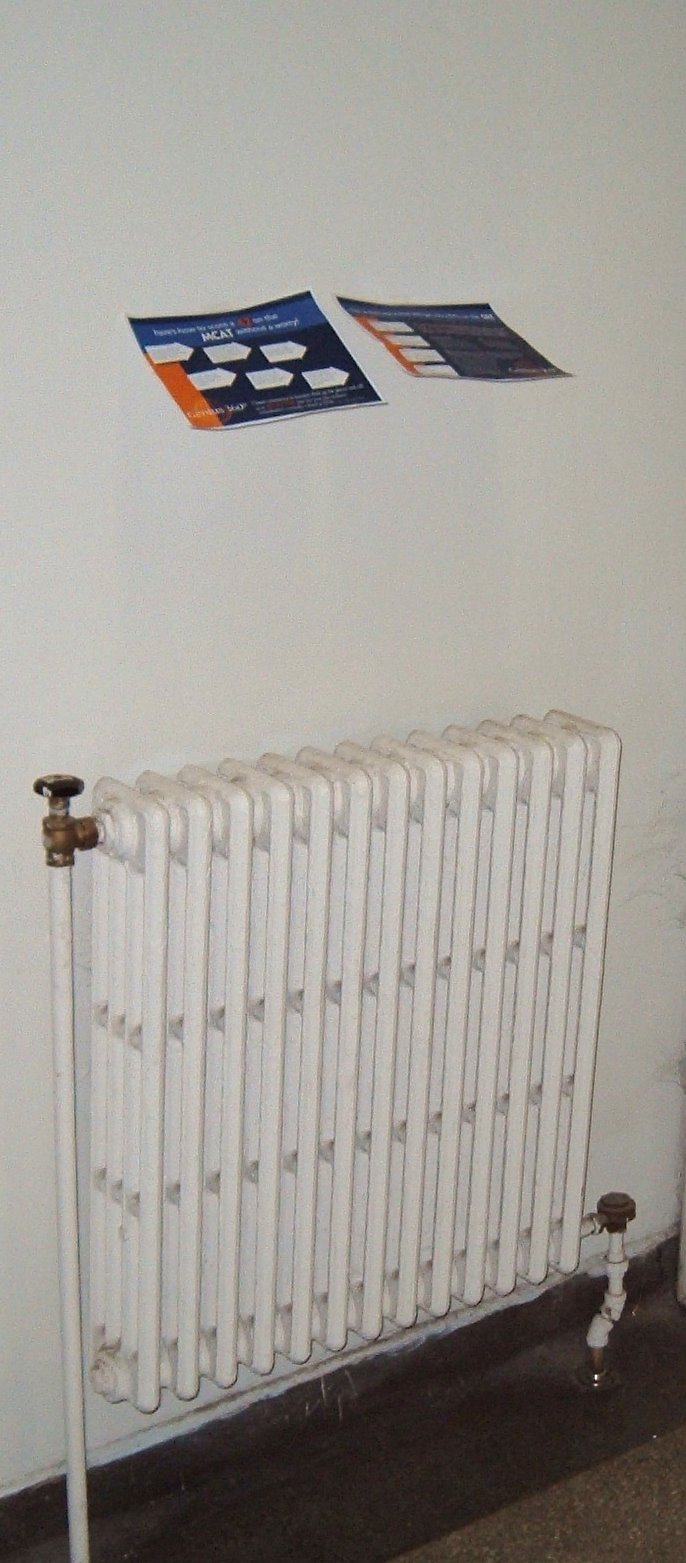
Витання паперових листочків у конвекційних потоках повітря над радіатором опалювання

Конвекція — явище перенесення тепла в рідинах, газах або сипких середовищах потоками самої речовини (неважливо, вимушено або мимоволі).

## Загальний опис
- 1. Перенесення енергії у вигляді теплоти за допомогою речовини середовища, яке рухається.
- 2. У хімії атмосфери — вертикальний рух повітря, викликаний розширенням повітря, нагрітого біля поверхні Землі.
- 3. Механізм переносу мас, що включає об'ємний рух розчину або газу (на відміну від дифузії, що включає рух індивідуальних молекул). Розрізняють вимушену конвекцію (пр., від механічного перемішування) і природну. Природна конвекція особливо важлива в електрохімічних процесах, де вона завжди відбувається при поверхні електрода.

Існує так звана природна конвекція, яка виникає в речовині мимоволі при її нерівномірному нагріванні в полі тяжіння. При такій конвекції, нижні шари речовини нагріваються, легшають і спливають вгору, а верхні шари, навпаки, остигають, стають важчими і занурюються вниз, після чого процес повторюється знову і знову.
За деяких умов процес перемішування самоорганізовуватиметься в структуру окремих вихорів і виходять більш-менш правильні ґрати з конвекційних осередків. Див. Комірки Бенара.
Природній конвекції зобов'язано багато атмосферних явищ, зокрема утворення хмар.
Завдяки тому ж явищу рухаються тектонічні плити. Конвекція відповідальна за появу гранул на Сонці.
Під час вимушеної (примусової) конвекції переміщення речовини обумовлене дією зовнішніх сил (насос, лопаті вентилятора тощо). Вона застосовується, коли природна конвекція є недостатньо ефективною.
Конвекцією також називають перенесення теплоти, маси або електричних зарядів середовищем, що рухається.

## Конвекційний потік
Конвекційний потік (рос. конвекционный поток; англ. convection; convection current, convective flow; нім. Konvektionsstrom m) — переміщення частинок рідини чи газу, зумовлене різницею температур, а отже, і різницею густин. Потік тепла, яке переноситься висхідним рухом повітря.
За видом потоку розрізняють ламінарну і турбулентну конвекцію.

## Фізичні механізми конвекції
Існує багато механізмів виникнення конвекції, деякі з них:
- Термогравітаційна конвекція — звичайна конвекція, виникає у полі гравітації під дією різниці температур завдяки силі Архімеда. Може призводити до виникнення комірок Бенара.
- Ефект Марангоні.
- Термомагнітна конвекція — виникає у магнітних рідинах у гравітаційному полі під дією магнітних сил.

## Конвекція у природі

Конвекція

Термохалінна циркуляція

У тектоніці конвекція (див. рисунок) — передбачуваний рух мас підкорової або мантійної речовини, направлене латерально або вгору-вниз головним чином за рахунок змін у тепловому режимі мас. Згідно з рядом гіпотез саме з конвекцією пов'язане горотворення, утворення океанічних жолобів, острівних дуг, геосинкліналей.
У океанографії конвекція — найважливіший механізм перемішування вод океану.
У метеорології конвекція — підняття від землі тепліших мас повітря й одночасне опускання холодніших.

## Інтернет-ресурси
- Correlations for Convective Heat Transfer [Архівовано 5 лютого 2012 у Wayback Machine.]
- Energy2D: Interactive Heat Transfer Simulations for Everyone [Архівовано 13 жовтня 2015 у Wayback Machine.]